# 367-я стрелковая дивизия
367-я стрелковая дивизия — воинское соединение Вооружённых Сил СССР в Великой Отечественной войне

## История
Сформирована в сентябре 1941 года в Шадринске, тогда Челябинской области, штаб дивизии находился в здании по улице Луначарского, 1.
В действующей армии с 18.12.1941 по 09.05.1945 года.
В ночь на 18.12.1941 дивизия прибыла на Карельский фронт, имея в своём составе 10910 человек. Командный состав дивизии был преимущественно из запаса, а командиры взводов — недавние выпускники пехотных училищ. Рядовой и сержантский состав дивизии был 1901—1905 годов рождения, не имел воинской подготовки и не владел лыжами. Из личного состава только 4 % имели опыт военных действий. Материальная часть дивизии также была укомплектована не полностью: 122-мм гаубицы и 76-мм пушки не имели зарядных ящиков, полностью отсутствовала зенитная артиллерия, 82-мм миномёты не имели прицелов, самозарядных винтовок вместо 3721 по штату имелось только 9, вместо 400 ППШ — 200 пистолетов-пулемётов Томпсона, снайперских винтовок из 108 только 2, станковых пулемётов вместо 108 — 26. Личный состав был обут лишь в кожаную обувь, не хватало тёплых вещей.
Политотдел дивизии сообщал об общей расхлябанности бойцов
… «ходят без пояса, неделями не умываются, не бреются, о приветствии и повторении приказаний забывают». «В связи с выдачей северного пайка участились случаи опьянения». Вшивость среди бойцов достигла 75-80 %, частыми были обморожения из-за плохо просушенной обуви.
Таким образом, дивизия не была готова к ведению боевых действий.
Первые потери дивизия понесла уже 19.12.1941 года неподалёку от Масельской (16-й разъезд), в результате авиационного и артиллерийского налёта при разгрузке дивизии.
С 03.01.1942 года участвует в Медвежьегорской наступательной операции в составе Масельской оперативной группы, на участке посёлка Великая Губа и станций Масельская и Ванзозеро (14 разъезд), проводимой с целью освобождения участка Кировской железной дороги и дальнейшего освобождения Медвежьегорска. Наступление продолжалось, достигнув ограниченных целей (дивизия смогла овладеть 14-м и 9-м разъездами) до 10.01.1942, после чего войска дивизии перешли к активной обороне.
06.02.1942 в 2.30 утра финские войска силою до двух стрелковых полков и батальона лыжников-автоматчиков при поддержке артиллерии и миномётов перешли в наступление в полосе дивизии. Они прорвали её передний край в районе 2-го и 3-го батальонов 1221-го стрелкового полка и к исходу дня заняли 14-й разъезд, перерезав Кировскую железную дорогу.
В момент наступления противника командир первого батальона 1219-го полка без приказа отвёл свой батальон с занимаемого рубежа. В образовавшуюся брешь проникли финские войска и окружили часть соединений 1217-го и 1219-го полков. Попытка выхода из окружения не удалась, части организовали круговую оборону на простреливаемой вдоль и поперёк высотке. Советские воины оказали ожесточённое сопротивление, в плен никто не сдавался. Собственно, надо предполагать, что и финские войска не имели интереса к пленным — поскольку не прекращая вели артиллерийский и миномётный обстрел высотки. Прорвать кольцо окружения пытались и извне: оставшимися вне окружения частями дивизии, силами 289-й стрелковой дивизии и 61-й морской стрелковой бригады. Однако попытки, продолжавшиеся до 10.02.1942, оказались безуспешными. В окружении полностью погиб весь 1217-й полк, от полка осталось 28 человек. Тела погибших советских бойцов, по описаниям очевидца, лежали в 2-3 яруса, и при артналёте части тел разлетались по всему лесу. Всего в окружении из состава дивизии пропало без вести — читай, погибло 1229 человек.
Из воспоминаний бывшего рядового 8-й пехотной дивизии финнов Отто Коинвунгаса из Оулу:
«Первое, что мы увидели, когда прибыли на передовую, — солдат вез на лошади целый воз трупов русских солдат. В начале января русские пошли в атаку, но потерпели поражение. По обеим сторонам дороги было так много русских солдат, погибших и замерзших, что мертвые, стоя, поддерживали друг друга».
24.02.1942 года дивизию вывели на переформирование в город Кемь. Она была разгромлена, в строю оставалось 1617 человек, да и те были переданы в 37-ю стрелковую дивизию. Потери дивизии составили: убитыми и умершими — 1141 человек, ранеными — 2822 человек, заболевшими и обмороженными — 655 человек, пропавшими без вести — 2967 человек, по другим причинам — 24 человека. Фактически, от дивизии остались штаб дивизии со знаменем и два штаба полков, один, 1217-го полка формировали заново — как, впрочем, и всю дивизию. Пополнение и доукомплектование, очевидно, продолжалось до мая 1942 года.
С июня 1942 по июнь 1944 года находилась в обороне в районе Салм-озера на медвежьегорском направлении, вела частные операции. С июня 1944 года участвует в Свирско-Петрозаводской операции, преследуя отступающие финские войска из района севернее Медвежьегорска.
В сентябре 1944 года переброшена в Заполярье, где принимала участие в Петсамо-Киркенесской операции. Вошла в группу генерал-лейтенанта Пигаревича, с задачей во время прорыва обороны вести активную оборону на рубеже Губа Большая, Западная Лица, не допуская снятия войск противника с переднего края, а затем, с отходом войск противника, перейти в наступление.
С 22.10.1944 с 5 часов утра с северо-запада и с юго-востока атакует посёлок Никель и к 9 часам утра весь район никелевых разработок и посёлок Никель были полностью очищены от противника.
Затем, в составе корпуса, наступает в южном направлении, 02.11.1944 перешла к обороне. После операции в боях участия не принимала.
В 195? году переименована в 64 стрелковую дивизию.
В 1957 году преобразована в 111-ю мотострелковую Краснознамённую дивизию с сохранением всех наград, исторического формуляра и боевой славы соединения.
В 1990-х свёрнута в 20-ю мсбр, а затем в 23-ю БХВТ.

## Полное название
367-я стрелковая Краснознамённая дивизия

## Состав
- 1217-й стрелковый полк
- 1219-й стрелковый полк
- 1221-й стрелковый полк
- 928-й артиллерийский полк
- 32-й отдельный истребительно-противотанковый дивизион (с 01.02.1942)
- 397-я зенитная батарея (652-й отдельный зенитно-артиллерийский дивизион) — (до 25.05.1943)
- 375-й миномётный дивизион (до 05.11.1942)
- 427-я разведывательная рота
- 437-й сапёрный батальон (до 25.06.1943)
- 645-й сапёрный батальон (с 25.06.1943)
- 816-й отдельный батальон связи (885-я отдельная рота связи)
- 450-й медико-санитарный батальон
- 443-я отдельная рота химической защиты
- 480-я автотранспортная рота
- 219-я полевая хлебопекарня
- 788-й дивизионный ветеринарный лазарет
- 1439-я полевая почтовая станция
- 738-я полевая касса Госбанка

- управление 111-й мсд (в/ч 52495, г. Сортавала);
- 182-й мотострелковый полк (г. Лахденпохья);
- 184-й мотострелковый полк (г. Лахденпохья);
- 185-й мотострелковый полк (г. Сортавала);
- 109-й артиллерийский полк (г. Лахденпохья);
- 1031-й зенитный артиллерийский полк (г. Сортавала);
- 91-й отдельный танковый батальон (г. Лахденпохья);
- 952-й отдельный ракетный дивизион (г. Сортавала);
- 795-й отдельный разведывательный батальон (г. Лахденпохья);
- 645-й отдельный инженерно-сапёрный батальон (г. Сортавала);
- 816-й отдельный батальон связи (г. Сортавала);
- 1487-й отдельный батальон материального обеспечения (г. Сортавала);
- 296-й отдельный ремонтно-восстановительный батальон (г. Лахденпохья);
- отдельная рота химической защиты (г. Сортавала);
- отдельный медицинский батальон (г. Сортавала);[3]

## Подчинение
| Дата            | Фронт (округ)           | Армия                         | Корпус (группа)         | Примечания |
| --------------- | ----------------------- | ----------------------------- | ----------------------- | ---------- |
| 01.09.1941 года | Уральский военный округ | -                             | -                       | -          |
| 01.10.1941 года | Уральский военный округ | -                             | -                       | -          |
| 01.11.1941 года | Уральский военный округ | -                             | -                       | -          |
| 01.12.1941 года | Резерв Ставки ВГК       | 28-я армия                    | -                       | -          |
| 01.01.1942 года | Карельский фронт        | Масельская оперативная группа | -                       | -          |
| 01.02.1942 года | Карельский фронт        | Масельская оперативная группа | -                       | -          |
| 01.03.1942 года | Карельский фронт        | -                             | -                       | -          |
| 01.04.1942 года | Карельский фронт        | -                             | -                       | -          |
| 01.05.1942 года | Карельский фронт        | -                             | -                       | -          |
| 01.06.1942 года | Карельский фронт        | 32-я армия                    | -                       | -          |
| 01.07.1942 года | Карельский фронт        | 32-я армия                    | -                       | -          |
| 01.08.1942 года | Карельский фронт        | 32-я армия                    | -                       | -          |
| 01.09.1942 года | Карельский фронт        | 32-я армия                    | -                       | -          |
| 01.10.1942 года | Карельский фронт        | 32-я армия                    | -                       | -          |
| 01.11.1942 года | Карельский фронт        | 32-я армия                    | -                       | -          |
| 01.12.1942 года | Карельский фронт        | 32-я армия                    | -                       | -          |
| 01.01.1943 года | Карельский фронт        | 32-я армия                    | -                       | -          |
| 01.02.1943 года | Карельский фронт        | 32-я армия                    | -                       | -          |
| 01.03.1943 года | Карельский фронт        | 32-я армия                    | -                       | -          |
| 01.04.1943 года | Карельский фронт        | 32-я армия                    | -                       | -          |
| 01.05.1943 года | Карельский фронт        | 32-я армия                    | -                       | -          |
| 01.06.1943 года | Карельский фронт        | 32-я армия                    | -                       | -          |
| 01.07.1943 года | Карельский фронт        | 32-я армия                    | -                       | -          |
| 01.08.1943 года | Карельский фронт        | 32-я армия                    | -                       | -          |
| 01.09.1943 года | Карельский фронт        | 32-я армия                    | -                       | -          |
| 01.10.1943 года | Карельский фронт        | 32-я армия                    | -                       | -          |
| 01.11.1943 года | Карельский фронт        | 32-я армия                    | -                       | -          |
| 01.12.1943 года | Карельский фронт        | 32-я армия                    | -                       | -          |
| 01.01.1944 года | Карельский фронт        | 32-я армия                    | -                       | -          |
| 01.02.1944 года | Карельский фронт        | 32-я армия                    | -                       | -          |
| 01.03.1944 года | Карельский фронт        | 26-я армия                    | 31-й стрелковый корпус  | -          |
| 01.04.1944 года | Карельский фронт        | 26-я армия                    | -                       | -          |
| 01.05.1944 года | Карельский фронт        | 26-я армия                    | -                       | -          |
| 01.06.1944 года | Карельский фронт        | 26-я армия                    | -                       | -          |
| 01.07.1944 года | Карельский фронт        | 26-я армия                    | -                       | -          |
| 01.08.1944 года | Карельский фронт        | 26-я армия                    | -                       | -          |
| 01.09.1944 года | Карельский фронт        | 26-я армия                    | 132-й стрелковый корпус | -          |
| 01.10.1944 года | Карельский фронт        | 26-я армия                    | -                       | -          |
| 01.11.1944 года | Карельский фронт        | 14-я армия                    | 31-й стрелковый корпус  | -          |
| 01.12.1944 года | -                       | 14-я отдельная армия          | 31-й стрелковый корпус  | -          |
| 01.05.1945 года | -                       | 14-я отдельная армия          | 31-й стрелковый корпус  | -          |
| 01.02.1945 года | -                       | 14-я отдельная армия          | 31-й стрелковый корпус  | -          |
| 01.03.1945 года | -                       | 14-я отдельная армия          | 31-й стрелковый корпус  | -          |
| 01.04.1945 года | -                       | 14-я отдельная армия          | 31-й стрелковый корпус  | -          |
| 01.05.1945 года | -                       | 14-я отдельная армия          | 31-й стрелковый корпус  | -          |

## Командование

### Командиры
- Пузиков, Иван Михайлович (29.08.1941 — 24.02.1942), полковник
- Афонский, Николай Иванович (25.02.1942 — 21.04.1942), полковник
- Шпилев, Николай Иванович (22.04.1942 — 20.06.1942), подполковник
- Коробко, Фёдор Иванович (24.06.1942 — 22.07.1942), полковник
- Пузиков, Иван Михайлович (23.07.1942 — 28.10.1942), полковник
- Чернуха, Николай Антонович (01.11.1942 — 12.06.1944), полковник, с 18.05.1943 генерал-майор
- Синкевич, Ян Петрович (13.06.1944 — 09.08.1944), генерал-майор
- Старцев, Александр Алексеевич (10.08.1944 — ??.10.1946), полковник
- Шкурин, Михаил Михайлович (??.10.1946 — ??.07.1951), генерал-майор

### Заместители командира
- Григорьян, Григорий Аркадьевич (11.02.1943 — ??.12.1943), подполковник, полковник
- Дегтярёв, Николай Николаевич (??.12.1943 — 22.08.1944), полковник

### Начальники штаба
- Попов Кузьма Андрианович (с октября 1942 по апрель 1945), полковник

## Награды и наименования
| Награда                | Дата                                                          | За что награждена |
| ---------------------- | ------------------------------------------------------------- | --- |
| Орден Красного Знамени | Указ Президиума Верховного Совета СССР от 14 ноября 1944 года | За образцовое выполнение заданий командования в боях с немецкими захватчиками, за освобождение района Никель, Ахмалахти, Сальмиярви и проявленные при этом доблесть и мужество. |

## Отличившиеся воины дивизии
| Награда | Ф. И.О                        | Должность                                                       | Звание       | Дата награждения      | Примечания |
| ------- | ----------------------------- | --------------------------------------------------------------- | ------------ | --------------------- | --- |
|         | Косолапов, Виктор Григорьевич | Разведчик разведывательного взвода отдельного лыжного батальона | ефрейтор     | 03.02.1944            | в составе дивизии 3-я степень ордена. |
|         | Фонягин, Александр Иванович   | Стрелок                                                         | рядовой      |                       | 30.06.1943 в бою за Медвежьегорск закрыл своим телом амбразуру пулемёта |
|         | Зубков, Иван Демидович        | Заместитель командира отделения первой пулемётной роты          | красноармеец |                       | В боях за 14 разъезд Кировской железной дороги вблизи озера Ванзозеро севернее Медвежьегорска, находился на передовой линии обороны, уничтожал врага из пулемёта, был ранен. Награждён медалью «За боевые заслуги». За время войны три раза семье приходила похоронка, вернулся домой в августе 1946. |
|         | Панюшов Александр Васильевич  | Командир отделения роты автоматчиков                            | сержант      | 09.01.1944 05.12.1944 | В ночь на 30 декабря 1943 года в разведгруппе перешёл по льду залив Великая Губа шириной 400 метров. Преодолев инженерные препятствия противника с группой первым ворвался в его траншею, рассеяли группу белофиннов и гранатами разрушили пулемётную площадку (Приказ № 02 от 9.01.1944 года)        |

## Прочее
- На известной военной фотографии «Солдатский труд» (фотограф Израиль Озерский) запечатлён рядовой 928-го артиллерийского полка, входившего в состав дивизии, Фёдор Ефремович Речкин[5].